# Омелюсик, Сергей Михайлович
Сергей Михайлович Омелюсик (род. 7 апреля 1967) — советский и белорусский футболист, нападающий.

## Биография
Воспитанник СДЮШОР № 7 Могилёва (тренер Л. Леончик) и Республиканского училища олимпийского резерва Минска (тренер — Ю. Пышник). В 1984—1987 годах — в составе минского «Динамо». С 1985 по 1986 год выступал за дубль. За основной состав провёл два матча в 1986 году. 4 августа в гостевом матче 1/8 Кубка СССР 1986/87 против ленинградского «Зенита» (1:0) вышел на замену на 89-й минуте. 12 октября отыграл полный гостевой матч в Кубке Федерации против «Металлиста» (0:1). В 1987—1992 годах играл за «Динамо» Брест. Во второй лиге СССР сыграл 175 матчей, забил 51 мяч. По результатам 1989 года признан лучшим белорусским футболистом второй лиги. В чемпионатах Белоруссии 1992 и 1992/93 в 29 играх забил пять голов. В сезоне 1989/90 на правах аренды выступал в чемпионате Польши за «Мотор» Люблин.
В 1992—1997 годах также играл в чемпионате Белоруссии за «Торпедо»/«Торпедо-Кадино» Могилёв и «Фандок» Бобруйск. В сезонах 1994/95 и 1995/96 выступал за израильский клуб «Шимшон» Тель-Авив. Завершил карьеру в российском клубе «Фабус» Бронницы, игравшем в 1997—1998 годах в третьей и второй лигах.
В период игры за Брест показывал хороший дриблинг, был хорошим ассистентом, затем в его игре был виден спад.